# 賓福特
賓福特（英語：Brentford）是英國倫敦西南部豪士羅區的地區，是賓特河與泰晤士河的合流地，座落於查寧閣的西南偏西8英里（13）處，自1965年起成為大倫敦的一部份。
賓福特是多間企業的總部大樓所在地，是M4走廊的開端。交通方面，她有兩個火車站，而波士頓曼諾地鐵站則位於西北與漢威爾交界。費福特市中心有方便的購物及用餐的地方。體育方面，賓福特足球會現時於英格蘭超級聯賽角逐。